# Liodessus leonensis
Liodessus leonensis är en skalbaggsart som beskrevs av Mario E. Franciscolo och Annika Sanfilippo 1990. Liodessus leonensis ingår i släktet Liodessus och familjen dykare. Inga underarter finns listade i Catalogue of Life.